# Caytoniales
Le caytoniali (Caytoniales) sono un ordine di piante estinte di incerta collocazione sistematica, vissute nell'era Mesozoica tra il Triassico superiore e il Cretaceo superiore (220 - 65 milioni di anni fa).

## Descrizione
I primi resti fossili identificati come appartenenti alle caytoniali sono stati ritrovati in una formazione risalente al Giurassico medio nello Yorkshire (Inghilterra). I semi delle caytoniali erano simili a quelli delle angiosperme (piante con fiori), poiché si formavano in una cupola (ovvero una foglia modificata con organi riproduttivi) parzialmente chiusa. Anche le foglie, con una struttura palmata e composta, ricordavano le angiosperme per la loro venatura reticolata. I grani di polline, simili ai grani dispersi del genere Vitreisporites Leschik, sono saccati.

## Classificazione
Le caytoniali non godono di una classificazione chiara: molti studiosi ritengono opportuno classificarle tra le gimnosperme, ma un tempo erano considerate possibili antenate delle piante con fiori (angiosperme). Altri studiosi pensano che possano essere un ordine di pteridosperme (o felci con semi), un gruppo estinto di primitive piante spermatofite.

## Form taxa
Alle caytoniali sono attribuiti vari form taxa (gruppi di fossili di una particolare parte della pianta):
- Sagenopteris -- foglie
- Caytonanthus -- microsporofillo, od organo produttore di polline
- Caytonia -- ovulo